# Vitalius lucasae
Vitalius lucasae é uma espécie de aranha pertencente à família Theraphosidae (tarântulas).